# Tiki Island
Tiki Island è un centro abitato degli Stati Uniti d'America situato nella contea di Galveston dello Stato del Texas.
La popolazione era di 968 persone al censimento del 2010.

## Geografia fisica
Secondo lo United States Census Bureau, ha un'area totale di 1,4 miglia quadrate (3,6 km²), di cui 0,50 miglia quadrate (1,3 km²) di terreno e 0,89 miglia quadrate (2,3 km²), o 64,41%, d'acqua.

## Società

### Evoluzione demografica
Secondo il censimento del 2000, c'erano 1.016 persone, 482 nuclei familiari e 349 famiglie residenti nella città. La densità di popolazione era di 1.567,7 persone per miglio quadrato (603,5/km²). C'erano 746 unità abitative a una densità media di 1.151,1 per miglio quadrato (443,1/km²). La composizione etnica della città era formata dal 96,26% di bianchi, lo 0,30% di afroamericani, lo 0,39% di nativi americani, lo 0,98% di asiatici, lo 0,10% di isolani del Pacifico, lo 0,98% di altre razze, e lo 0,98% di due o più etnie. Ispanici o latinos di qualunque razza erano il 3,64% della popolazione.
C'erano 482 nuclei familiari di cui il 13,7% aveva figli di età inferiore ai 18 anni, il 68,9% erano coppie sposate conviventi, l'1,7% aveva un capofamiglia femmina senza marito, e il 27,4% erano non-famiglie. Il 20,3% di tutti i nuclei familiari erano individuali e il 3,7% aveva componenti con un'età di 65 anni o più che vivevano da soli. Il numero di componenti medio di un nucleo familiare era di 2,11 e quello di una famiglia era di 2,40.
La popolazione era composta dal 10,8% di persone sotto i 18 anni, il 3,0% di persone dai 18 ai 24 anni, il 24,3% di persone dai 25 ai 44 anni, il 49,5% di persone dai 45 ai 64 anni, e il 12,4% di persone di 65 anni o più. L'età media era di 50 anni. Per ogni 100 femmine c'erano 109,5 maschi. Per ogni 100 femmine dai 18 anni in giù, c'erano 107,8 maschi.
Il reddito medio di un nucleo familiare era di 88.891 dollari, e quello di una famiglia era di 93.129 dollari. I maschi avevano un reddito medio di 69.792 dollari contro i 35.333 dollari delle femmine. Il reddito pro capite era di 54.611 dollari. Circa lo 0,8% delle famiglie e il 2,0% della popolazione erano sotto la soglia di povertà, incluso il 4,7% di persone sotto i 18 anni enessuno di 65 anni o più.